# Новая Тепловка (Саратовская область)
 Новая Тёпловка — деревня в Татищевском районе Саратовской области в составе сельского поселения Октябрьское муниципальное образование.

## География
Находится на расстоянии примерно 20 километров по прямой на юго-запад от районного центра поселка Татищево.

## История
Деревня впервые упоминается в 1911 году в составе Мариинской волости, в ней было 34 двора и 219 жителей. В советское время работали колхозы «Колхозный Труд», им. Молотова и им. Чапаева.

## Население
Постоянное население составляло 58 человек в 2002 году (русские 62 %), 47 в 2010.